# Champions Trophy
De Champions Trophy was een internationaal hockeytoernooi dat tot en met 2012 jaarlijks werd gehouden en sindsdien om de twee jaar. De bokaal is gemaakt van puur zilver en weegt bijna vijf kilogram. In 2018 werd de Champions Trophy voor het laatst gehouden.

## Geschiedenis
De Champions Trophy is een vondst van de Pakistaanse luchtmaarschalk Nur Khan. Tijdens het wereldkampioenschap in Buenos Aires lanceerde Khan het idee van een jaarlijks toernooi tussen de sterkste hockeynaties ter wereld. De toenmalige voorzitter van de wereldhockeybond FIH, de Belg René Frank, legde Khans voorstel voor aan het bestuur, en nog hetzelfde jaar (1978) was de eerste editie van de Champions Trophy een feit.
De eerste editie voor vrouwen was in 1987.
Door de introductie van de Hockey World League werd het toernooi vanaf 2012 om het jaar gehouden. Met de komst van de Hockey Pro League hield in 2018 het toernooi op te bestaan.

## Deelnemers
Afgezien van de eerste (vijf landen), tweede (zeven landen) en negende editie (acht landen) bij de mannen deden tot en met 2010 de beste zes hockeynaties mee. Vanaf 2011 doen de beste acht landen mee. Tot en met 2010 waren altijd zeker van deelname het gastland, de titelverdediger, de regerend olympisch kampioen en de wereldkampioen. Afhankelijk van de editie werd het deelnemersveld aangevuld op basis van de resultaten op de Olympische Spelen, wereldkampioenschap of vorige editie. Vanaf 2011 zijn het gastland, de top 5 van de voorgaande editie en de winnaar van de voorgaande Champions Challenge geplaatst. De FIS vult vervolgens het deelnemersveld aan op basis van commercieel belang, de wereldranglijst en de ontwikkeling van het hockey.

## Opzet
Tot en met 1991 speelden de landen een halve competitie (één keer tegen elk ander land) en was het land dat de meeste punten haalde kampioen. Vervolgens werd tot 2010 na de halve competitie een finale gespeeld tussen de twee beste landen uit de groep. De nummers 3 en 4 speelden om het brons, de nummers 5 en 6 om de vijfde plaats. Het land dat als zesde eindigde degradeerde en mocht een jaar later niet meedoen. In 2012 en 2014 deden acht landen mee, verdeeld over twee poules waarvan alle landen doorgingen naar de kwartfinale, deze opzet wordt echter na de editie van 2014 niet langer gebruikt.

## Relatie met de Champions Challenge
Sinds 2001 kent het toernooi ook een soort 'B'-editie, in de vorm van het Champions Challenge-toernooi. Daaraan deden tot en met 2010 de mondiale nummers zeven tot en met twaalf mee, vanaf 2010 de nummers negen tot en met dertien. De winnaar van dat toernooi plaatst zich voor de Champions Trophy van het daaropvolgende jaar.

## Geschiedenis Champions Trophy voor mannen
| Editie                       | Plaats                       | Winnaar        |
| Champions Trophy mannen 1978 | Pakistan (Lahore)            | Pakistan       |
| Champions Trophy mannen 1980 | Pakistan (Karachi)           | Pakistan       |
| Champions Trophy mannen 1981 | Pakistan (Karachi)           | Nederland      |
| Champions Trophy mannen 1982 | Nederland (Amstelveen)       | Nederland      |
| Champions Trophy mannen 1983 | Pakistan (Karachi)           | Australië      |
| Champions Trophy mannen 1984 | Pakistan (Karachi)           | Australië      |
| Champions Trophy mannen 1985 | Australië (Perth)            | Australië      |
| Champions Trophy mannen 1986 | Pakistan (Karachi)           | West-Duitsland |
| Champions Trophy mannen 1987 | Nederland (Amstelveen)       | West-Duitsland |
| Champions Trophy mannen 1988 | Pakistan (Lahore)            | West-Duitsland |
| Champions Trophy mannen 1989 | West-Duitsland (Berlijn)     | Australië      |
| Champions Trophy mannen 1990 | Australië (Melbourne)        | Australië      |
| Champions Trophy mannen 1991 | Duitsland (Berlijn)          | Duitsland      |
| Champions Trophy mannen 1992 | Pakistan (Karachi)           | Duitsland      |
| Champions Trophy mannen 1993 | Maleisië (Kuala Lumpur)      | Australië      |
| Champions Trophy mannen 1994 | Pakistan (Lahore)            | Pakistan       |
| Champions Trophy mannen 1995 | Duitsland (Berlijn)          | Duitsland      |
| Champions Trophy mannen 1996 | India (Chennai)              | Nederland      |
| Champions Trophy mannen 1997 | Australië (Adelaide)         | Duitsland      |
| Champions Trophy mannen 1998 | Pakistan (Lahore)            | Nederland      |
| Champions Trophy mannen 1999 | Australië (Brisbane)         | Australië      |
| Champions Trophy mannen 2000 | Nederland (Amstelveen)       | Nederland      |
| Champions Trophy mannen 2001 | Nederland (Rotterdam)        | Duitsland      |
| Champions Trophy mannen 2002 | Duitsland (Keulen)           | Nederland      |
| Champions Trophy mannen 2003 | Nederland (Amstelveen)       | Nederland      |
| Champions Trophy mannen 2004 | Pakistan (Lahore)            | Spanje         |
| Champions Trophy mannen 2005 | India (Chennai)              | Australië      |
| Champions Trophy mannen 2006 | Spanje (Barcelona)           | Nederland      |
| Champions Trophy mannen 2007 | Maleisië (Kuala Lumpur)      | Duitsland      |
| Champions Trophy mannen 2008 | Nederland (Rotterdam)        | Australië      |
| Champions Trophy mannen 2009 | Australië (Melbourne)        | Australië      |
| Champions Trophy mannen 2010 | Duitsland (Mönchengladbach)  | Australië      |
| Champions Trophy mannen 2011 | Nieuw-Zeeland (Auckland)     | Australië      |
| Champions Trophy mannen 2012 | Australië (Melbourne)        | Australië      |
| Champions Trophy mannen 2014 | India (Bhubaneswar)          | Duitsland      |
| Champions Trophy mannen 2016 | Verenigd Koninkrijk (Londen) | Australië      |
| Champions Trophy mannen 2018 | Nederland (Breda)            | Australië      |

## Geschiedenis Champions Trophy voor vrouwen
Het toernooi om de Champions Trophy voor vrouwen staat sinds 1987 op de internationale agenda. Tot 2000 werd het evenement elke twee jaar gehouden, daarna werd het - net als bij de mannen - een jaarlijks toernooi met deelname van de zes sterkste hockeynaties ter wereld. Sinds 2001 is er een soort 'B'-editie, in de vorm van het Champions Challenge-toernooi. Daaraan doen de mondiale nummers zeven tot en met twaalf mee. De winnaar plaatst zich voor de daaropvolgende Champions Trophy. Sinds 2012 wordt het toernooi zowel bij de mannen als de vrouwen weer om het jaar gehouden.
| Editie | Plaats                       | Winnaar    | 2e plaats        | 3e plaats        |
| 1987   | Nederland (Amstelveen)       | Nederland  | Australië        | Zuid-Korea       |
| 1989   | West-Duitsland (Frankfurt)   | Zuid-Korea |                  |                  |
| 1991   | Duitsland (Berlijn)          | Australië  |                  |                  |
| 1993   | Nederland (Amstelveen)       | Australië  |                  |                  |
| 1995   | Argentinië (Mar del Plata)   | Australië  |                  |                  |
| 1997   | Duitsland (Berlijn)          | Australië  |                  |                  |
| 1999   | Australië (Brisbane)         | Australië  |                  |                  |
| 2000   | Nederland (Amstelveen)       | Nederland  |                  |                  |
| 2001   | Nederland (Amstelveen)       | Argentinië |                  |                  |
| 2002   | China (Macau)                | China      |                  |                  |
| 2003   | Australië (Sydney)           | Australië  |                  |                  |
| 2004   | Argentinië (Rosario)         | Nederland  |                  |                  |
| 2005   | Australië (Canberra)         | Nederland  |                  |                  |
| 2006   | Nederland (Amstelveen)       | Duitsland  |                  |                  |
| 2007   | Argentinië (Quilmes)         | Nederland  |                  |                  |
| 2008   | Duitsland (Mönchengladbach)  | Argentinië | Duitsland        | Nederland        |
| 2009   | Australië (Sydney)           | Argentinië | Australië        | Nederland        |
| 2010   | Engeland (Nottingham)        | Argentinië | Nederland        | Engeland         |
| 2011   | Nederland (Amstelveen)       | Nederland  | Argentinië       | Nieuw-Zeeland    |
| 2012   | Argentinië (Rosario)         | Argentinië | Groot-Brittannië | Nederland        |
| 2014   | Argentinië (Mendoza)         | Argentinië | Australië        | Nederland        |
| 2016   | Verenigd Koninkrijk (Londen) | Argentinië | Nederland        | Verenigde Staten |
| 2018   | China (Changzhou)            | Nederland  | Australië        | Argentinië       |

Mannen:
Lahore 1978 ·
Karachi 1980 ·
Karachi 1981 ·
Amstelveen 1982 ·
Karachi 1983 ·
Karachi 1984 ·
Perth 1985 ·
Karachi 1986 ·
Amstelveen 1987 ·
Lahore 1988 ·
Berlijn 1989 ·
Melbourne 1990 ·
Berlijn 1991 ·
Karachi 1992 ·
Kuala Lumpur 1993 ·
Lahore 1994 ·
Berlijn 1995 ·
Chennai 1996 ·
Adelaide 1997 ·
Lahore 1998 ·
Brisbane 1999 ·
Amstelveen 2000 ·
Rotterdam 2001 ·
Keulen 2002 ·
Amstelveen 2003 ·
Lahore 2004 ·
Chennai 2005 ·
Barcelona 2006 ·
Kuala Lumpur 2007 ·
Rotterdam 2008 ·
Melbourne 2009 ·
Mönchengladbach 2010 ·
Auckland 2011 ·
Melbourne 2012 ·
Bhubaneswar 2014 ·
Londen 2016 ·
Breda 2018
Vrouwen:
Amstelveen 1987 ·
Frankfurt 1989 ·
Berlijn 1991 ·
Amstelveen 1993 ·
Mar del Plata 1995 ·
Berlijn 1997 ·
Brisbane 1999 ·
Amstelveen 2000 ·
Amstelveen 2001 ·
Macau 2002 ·
Sydney 2003 ·
Rosario 2004 ·
Canberra 2005 ·
Amstelveen 2006 ·
Quilmes 2007 ·
Mönchengladbach 2008 ·
Melbourne 2009 ·
Nottingham 2010 ·
Amstelveen 2011 ·
Rosario 2012 ·
Mendoza 2014 ·
Londen 2016 ·
Changzhou 2018